# بيكرد طالباني
بيكرد طالباني (مواليد 1978) باللغة الكردية (بێگەرد تاڵەبانی)، هي وزيرة الزراعة والموارد المائية في التشكيلة الوزارية التاسعة في حكومة إقليم كردستان العراق

## النشاة والتعليم
بيكرد طالباني من محافظة السليمانية وحاصلة على شهادة البكالوريوس في العلوم البايولوجية

## مراحل العمل والمسؤولية
شغلت منصب سكرتير برلمان كردستان العراق في الدورة الخامسة 2017، كما تولت رئاسة كتلة الاتحاد الوطني الكردستاني في الدورة الرابعة لبرلمان كردستان 2013- 2017، وشغلت أيضاً مسؤول مكتب المراقبة والمتابعة للاتحاد الوطني الكردستاني 2011-2013.

## اللغات
تجيد بيكرد طالباني اللغتين العربية والانكليزية، بالإضافة إلى لغتها الأم الكردية.